# Nocturns op. 9 (Chopin)

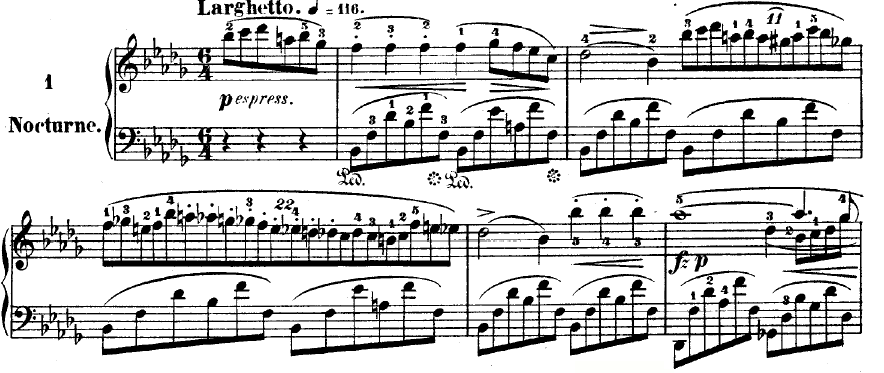
Inici del "Nocturn op. 9, núm. 1" i el tema principal.

Els Nocturns op. 9, el primer conjunt de nocturns de Chopin, van ser compostos no gaire abans que els Nocturns op. 15, entre 1830 i 1831. Estaven dedicats a Camille Pleyel («à Mme. Camile Pleyel»). D'ell, el núm. 2 és el més conegut i és una de les peces més populars de Chopin.

## Nocturn op. 9, núm. 1
| Nocturn op. 9, núm. 1 (5:32) |
|                              |
| Florence Robineau            |
|                              |

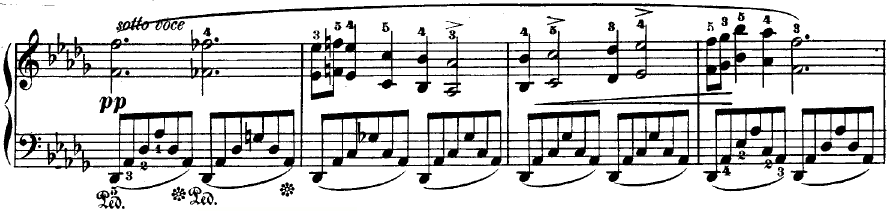
El segon tema del "Nocturn op. 9, núm. 1"

Aquest nocturn està en si bemoll menor i té una llibertat rítmica que més tard caracteritzaria l'obra posterior de Chopin. La mà esquerra ha de tocar ininterrompudament durant tota la peça seqüències de corxeres en arpegis simples. La mà dreta, per la seva banda, es mou amb total llibertat en frases d'onze, vint i vint-i-dues notes.
La brillantor de l'obertura de la peça es va transformant cap a una secció central més fosca i dura, que torna cap al passatge inicial després d'una transició en la qual la melodia flueix sobre disset acords consecutius amb acords en re bemoll major. Hi ha la reposició del primer tema en un crescendo i finalment el nocturn conclou tranquil·lament.

## Nocturn op. 9, núm. 2
| Nocturn op. 9, núm. 2                      |
|                                            |
| Martha Goldstein en un piano Erard de 1851 |
|                                            |

Aquest conegut nocturn, en la tonalitat de mi bemoll major, té una estructura en rondó, encara que la primera part es repeteix abans del començament de la segona part i està més ornamentada. Cada vegada que es repeteix es torna a emprar ornamentació. Així, d'aquesta manera, el nocturn té una estructura A-A'-B-A'-B-A'-C.
El tempo indicat és un andante tranquil, cosa totalment inusual al tractar-se d'un rondó. El resultat és una melodia suau que dona la sensació de fluir lentament, sense deixar de banda una espècie d'angoixa subjacent, característica de tota l'obra de Chopin. La secció final, concretament a partir del penúltim pentagrama, s'ha de tocar amb un estrany senza tempo ("sense temps").
|  |  |

## Nocturn op. 9, núm. 3

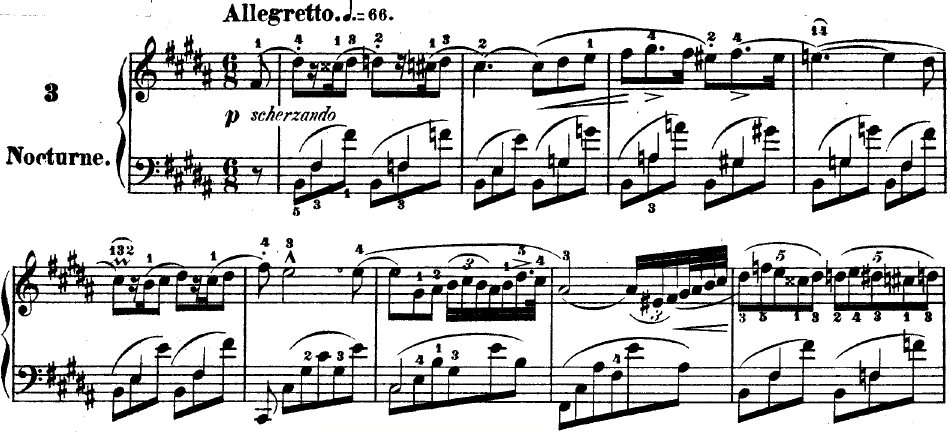
Inici del "Nocturn op. 9, núm. 3"

El tercer i últim nocturn de l'opus 9 està escrit en si major presenta una estructura ternària ABA. La primera part, un allegretto, contrasta amb la segona, en agitato. La secció central té tints dramàtics i una melodia i una contramelodia a la mà dreta i tresets a la mà esquerra. Aquesta part B exigeix un alt grau de virtuosisme.
La peça està plena d'ornaments coloristes i acaba amb un ampli acord a la mà esquerra, acompanyat de tresets en la dreta que han de tocar senza tempo. Els tresets, en una octava aguda, porten a un adagio que cal interpretar en legatissimo smorzando (molt lligat i atenuant).